# Odontosiro lusitanicus
Genre
Espèce
Odontosiro lusitanicus, unique représentant du genre Odontosiro, est une espèce d'opilions cyphophthalmes de la famille des Sironidae.

## Distribution
Cette espèce se rencontre au Portugal dans le Nord et en Espagne en Galice et en Castille-et-León.

## Description
La femelle holotype mesure 1,34 mm.

## Étymologie
Son nom d'espèce lui a été donné en référence au lieu de sa découverte, la Lusitanie.

## Publication originale
- Juberthie, 1962 : « Étude des Opilions Cyphophthalmes (Arachnides) du Portugal: description d'Odontosiro lusitanicus g. n., sp. n. » Bulletin du Muséum d'Histoire Naturelle, sér. 2, vol. 33, no 5, p. 512-519 (texte intégral).